# Rapide (chanson)
Singles de Mahmood
Barrio
Rapide est une chanson italienne interprétée par le chanteur et compositeur italien Mahmood, sortie le 16 janvier 2020.

## Publication
L'artiste a annoncé la chanson sur Instagram dans le cadre d'un nouveau projet d'album sorti au printemps et qui sera accompagné d'une tournée européenne en 2020. 

## Clip vidéo
Réalisé par Attilio Cusani, le clip vidéo a été publié le 23 janvier 2020 sur la chaîne YouTube du chanteur. 

## Classement
| Classement (2020) | Meilleure position |
| ----------------- | ------------------ |
| Italie            | 5                  |